# Belleserre
Belleserre är en kommun i departementet Tarn i regionen Occitanien i södra Frankrike. Kommunen ligger i kantonen Dourgne som tillhör arrondissementet Castres. År 2022 hade Belleserre 165 invånare.

## Befolkningsutveckling
Antalet invånare i kommunen Belleserre
| Referens: INSEE |

## Monument

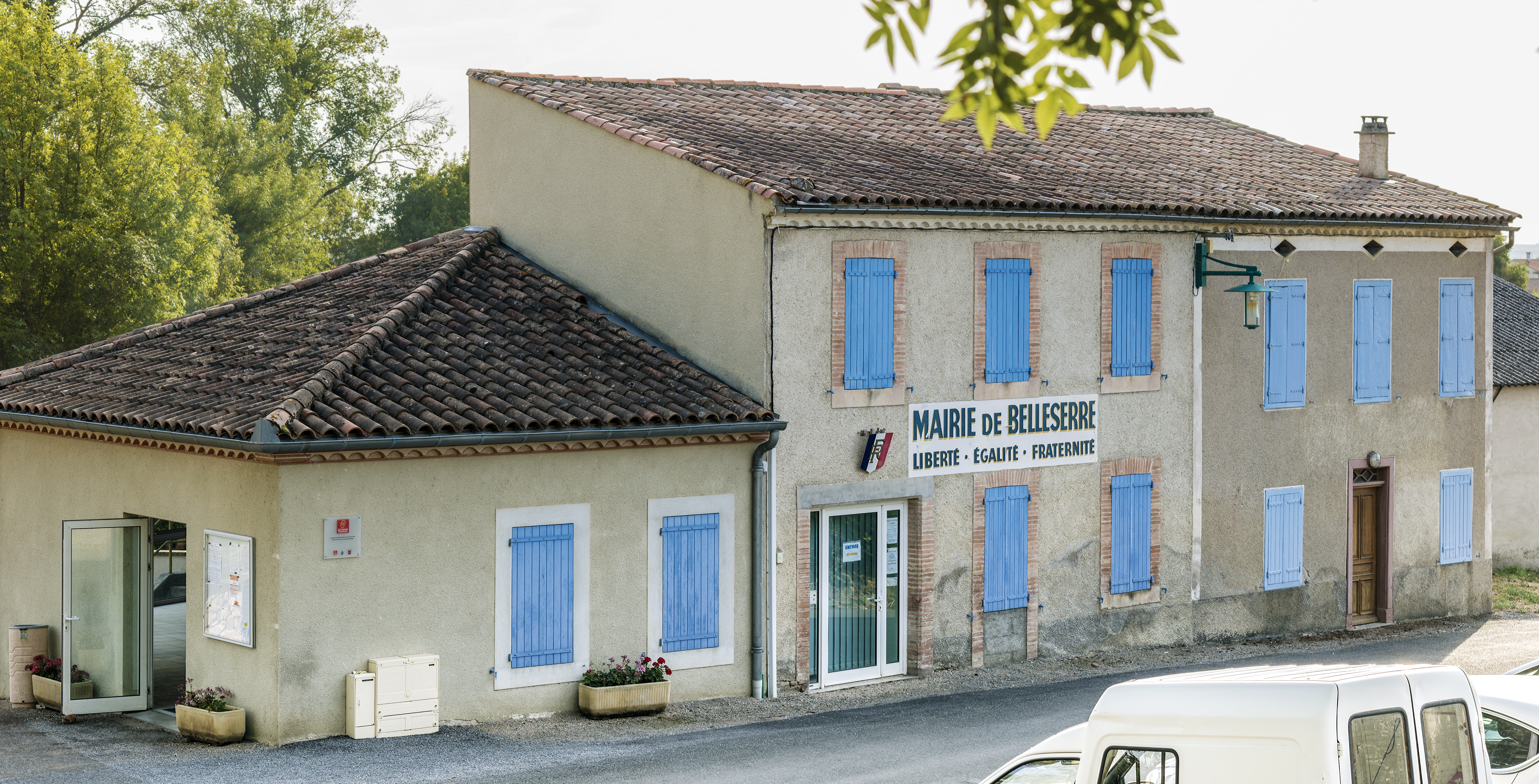
Stadshuset.
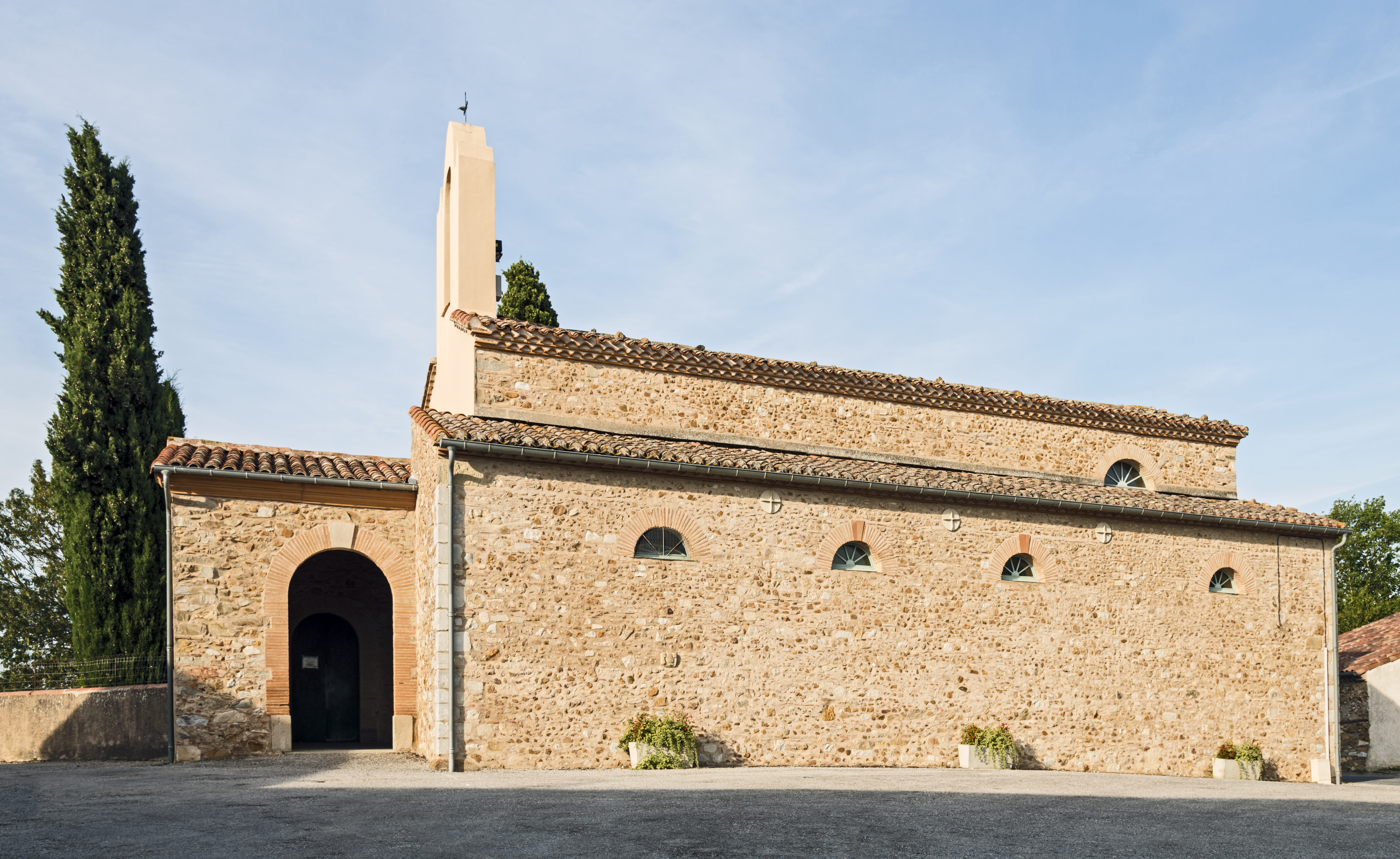
Kyrkan.
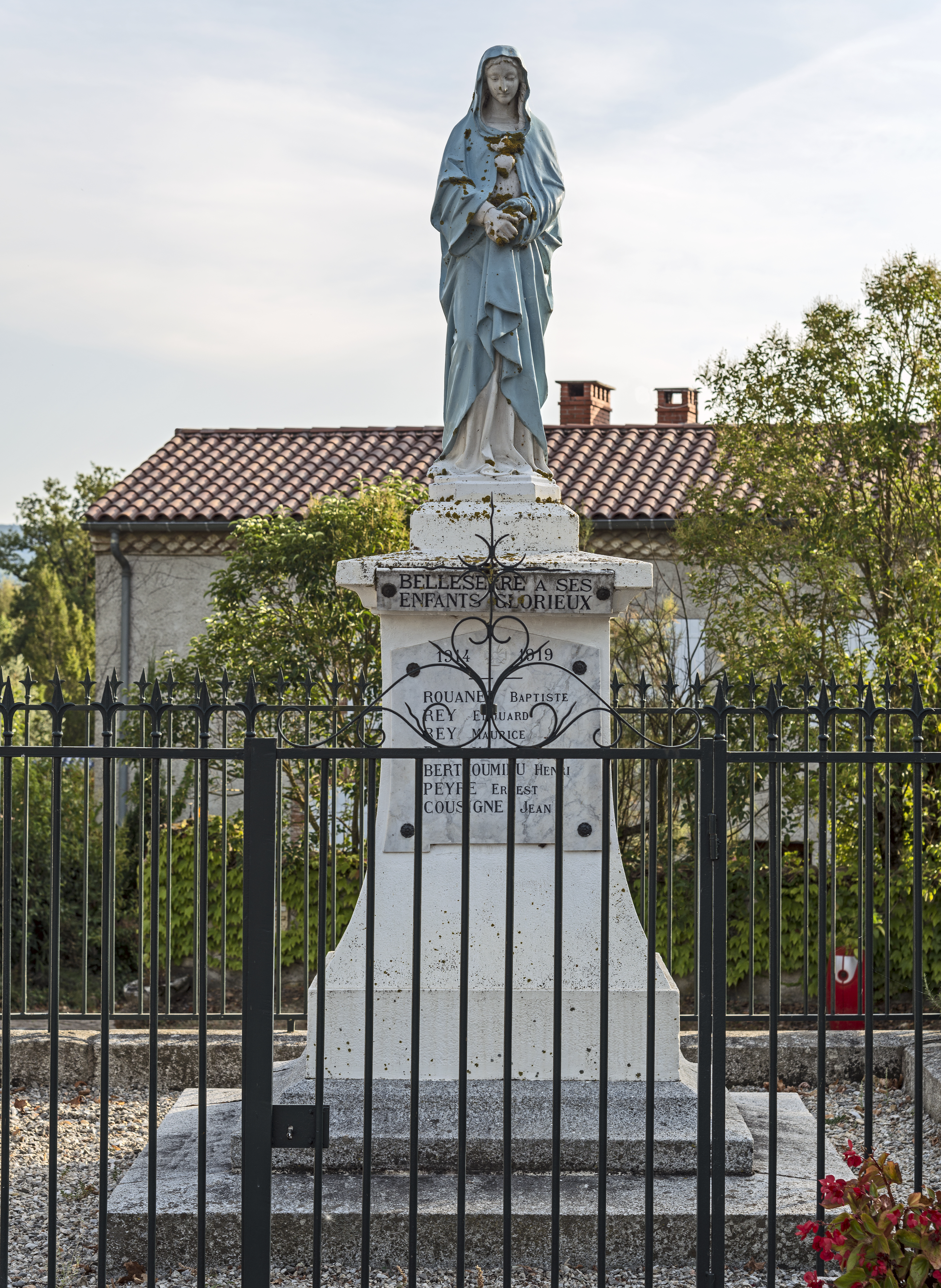
Minnesmärke.